# Salvio Huix Miralpéix
Salvio Huix Miralpéix (* 22. Dezember 1877 in Santa Margarita de Vellors, Sant Hilari Sacalm, Provinz Girona; † 5. August 1936 in Lleida) war ein spanischer Geistlicher.
Miralpéix wurde am 19. September 1903 zum Priester für das Bistum Vic, Spanien, geweiht. Danach war er als Hilfspriester in ländlichen Gemeinden in Cóll und Sant Vicenç de Castellet. 1907 trat er dem Oratorium des hl. Philipp Neri bei.
Papst Pius XI. ernannte ihn am 16. Februar 1928 zum Apostolischen Administrator von Ibiza und Titularbischof von Selymbria. 1927 war das Bistum Ibiza wieder selbstständig geworden und erhielt mit ihm nach 69 Jahren wieder einen Bischof. Federico Tedeschini, Apostolischer Nuntius von Spanien, weihte ihn am 15. April 1928 zum Bischof. Mitkonsekratoren waren José Miralles y Sbert, Bischof von Barcelona, und Juan Perelló y Pou MSC, Bischof von Vic. Am 28. Januar 1935 ernannte der Papst ihn zum Bischof von Lleida. Am 5. Mai 1935 wurde er inthronisiert.
Im Jahr darauf wurde im Spanischen Bürgerkrieg seine Kathedrale niedergebrannt, 80 Prozent der Priester ermordet. Am 21. Juli 1936 wurde sein Bischofshaus gestürmt und er verhaftet. Am 5. August wurde der Bischof und 20 Priester mit dem Lastwagen zur Gerichtsverhandlung nach Barcelona gebracht. An einem Friedhof blieb der Lastwagen stehen, die Geistlichen mussten aussteigen und wurden erschossen. Er war der Zweite von 13 Bischöfen die im spanischen Bürgerkrieg als Märtyrer starben.
1952 wurde ihm der Titel Diener Gottes zuerkannt und am 26. Juni 2011 als Märtyrer anerkannt. Am 13. Oktober 2013 wurde er in Tarragona als Teil von 522 spanischen Märtyrern im Auftrag von Papst Franziskus seliggesprochen. Sein Gedenktag ist der 5. August.